# 1,1'-羰基二咪唑
1,1'-羰基二咪唑是一种有机化合物，化学式为(C3H3N2)2CO，是白色的晶体。常用于将胺转化为酰胺、氨基甲酸酯和脲。它也可以将醇转化为酯。
它可由咪唑和光气在无水条件下反应制得：